# Narcís d'Ametller i Cabrera
Narcís d'Ametller i Cabrera (Banyoles, 16 d'abril de 1810- 2 de novembre de 1877) fou un militar, escriptor, guitarrista i compositor català del s. XIX.

## Biografia
Fill de Carles d'Ameller i de Ferrer de Banyoles i Manuela de Cabrera Carreras de Begur.

### Carrera militar
D'Ametller va ingressar a l'exèrcit el 29 de març de 1829, quan tenia dinou anys, com a cadet a Lleida. Tan bon punt va lluitar la primera guerra carlista va ascendir a subtinent, l'any 1834. Això va ser tan sols l'inici d'un seguit d'ascensos que l'acabarien portant al grau de coronel l'any 1840.
Un cop va finalitzar la guerra, d'Ametller va prendre una forta activitat política de caràcter progressista i va participar activament a favor d'Espartero. D'Ametller advocava públicament per constituir una Junta Central que democratitzés el sistema polític espanyol.
Malgrat que l'any 1840 va ser nomenat cap polític de la província de Lleida, d'Ametller va dimitir i l'any següent va ser escollit diputat a Girona, càrrec que renovaria el 1843. A més, el 1842 va ser nomenat vicepresident de la Junta Central de Vigilància de la província de Girona. Cal destacar, també, que el 13 d'octubre de 1868 va obtenir el grau militar de general. La seva carrera política s'allargaria, tot ocupant diversos càrrecs a Girona, Lleida, Madrid i Granada, fins a l'any 1873.

### Carrera musical
A part de perseguir una exhaustiva carrera militar i política, Narcís d'Ametller i Cabrera era un gran afeccionat a la literatura (fins i tot va arribar a posseir una biblioteca) i a la música, així com un bon guitarrista. Es va formar de la mà de Buenaventura Bassols, professor i concertista de guitarra i va compartir amistat amb l'intèrpret de renom internacional Josep Costa i Hugas.
La seva obra consta, principalment, de repertori per a guitarra, així com un mètode per aquest instrument, que romanen inèdits.
A banda d'això, va escriure l'any 1863una òpera en tres actes, El guerrillero, amb Baltasar Saldoni com a colaborador. Segons Saldoni, el dia 3 de juny d'aquest mateix any es va organitzar una sóirée privada a Madrid on es van interpretar algunes parts de l'òpera. Tanmateix, igual que el repertori per a guitarra, aquesta tampoc es va editar. L'escriptora Àngela Grassi la va transciure a l'italià.